# باربرا أبوت
باربرا أبوت (بالإنجليزية: Barbara Abbott)‏ هي لغوية أمريكية، ولدت في 1943.